# Le Saint défie Scotland Yard
Série
The Saint Meets the Tiger
(1943) Le Saint mène la danse
(1960)
Pour plus de détails, voir Fiche technique et Distribution.
Le Saint défie Scotland Yard (The Saint's Return) est un film britannique de Seymour Friedman sorti en 1953.

## Synopsis
Le Saint a décidé de mettre un terme à la carrière d'un malfrat responsable de la mort d'une de ses anciennes petites amies, Judy, qui l'avait appelé à l'aide en lui envoyant un télégramme. La police pense qu'il s'agit d'un accident, mais Simon Templar découvre que le meurtre est dû à une bande de gangsters impliquée dans des jeux clandestins. Le Saint est aidé dans son enquête par une femme, Carol Denby, qui est en réalité manipulée par le gang. Il doit agir rapidement car on a trouvé le cadavre d'une femme chez lui dans son réfrigérateur et la police veut l'arrêter.

## Fiche technique
- Titre original : The Saint's Return
- Réalisation : Seymour Friedman
- Scénario : Leslie Charteris, Allan MacKinnon
- Images :  Walter J. Harvey
- Musique : Ivor Slaney
- Son : Bill Salter
- Montage : James Needs
- Production : Hammer Film Productions
- Producteur : Anthony Hinds et Julian Lesser
- Genre : film policier
- Pays :  Royaume-Uni
- Année de tournage : 1953
- Durée : 73 minutes
- Format : 35mm - noir et blanc
- Dates de sortie : 
  - Angleterre : 12 octobre 1953
  - États-Unis : 15 avril 1954
  - France: 3 septembre 1954

## Distribution
- Louis Hayward : Simon Templar aka The Saint
- Naomi Chance (en) : Carol Denby
- Sydney Tafler : Max Lennar
- Charles Victor : Inspecteur Claude Teal
- Jane Carr : Kate Finch
- Harold Lang : Jarvis
- William Russell : Keith Merton
- Diana Dors : La blonde
- Fred Johnson : Irish Cassidy
- Thomas Gallagher : Hoppy, son valet
- Russell Napier : Col. Stafford
- Sam Kydd : Barkley (Joe Podd)
- John Wynn
- George Margo
- Ian Fleming

## Commentaires
Cette production anglaise permet à Louis Hayward, créateur du Saint sur le grand écran, de retrouver son rôle seize ans plus tard. Hayward était venu en Angleterre tourner un film No Escape dont le tournage fut finalement fait sans lui à Hollywood. La Hammer annonça alors en janvier 1953 que le comédien serait Le Saint dans le nouveau film. Le budget était de 79 000 dollars. La firme Hammer espérait relancer la série, mais ce fut le seul film qu'elle produisit.
A la différence des films RKO, Leslie Charteris recevait cette-fois un pourcentage sur les bénéfices.
Aux Etats-Unis, le film est sorti sous le titre The Saint's Girl Friday en février 1954. Ce film est basé sur un scénario original du romancier Allan MacKinnon. Il devait s'intituler The Saint's Queen, mais changea de titre lorsque le tournage fut bouclé en mars 1953.
On y découvre un personnage familier des romans de Leslie Charteris jamais utilisé jusque là dans les adaptations au cinéma : Hoppy Uniatz, qui fera une apparition dans un épisode de la première saison télévisée avec Roger Moore : Le Terroriste prudent, sous les traits de Percy Herbert.
Le film eut de bonnes critiques. Le Los Angeles Times a écrit qu'il y avait un suspense particulièrement réussi et que Louis Hayward était très bon dans le rôle principal. Mais le film ne suscita pas assez d'intérêt pour que la firme Hammer continue la série.
Signalons dans un petit rôle la présence de Diana Dors  (1931-1984) qui quelques années plus tard aura une gloire (éphémère) en tant que blonde du cinéma britannique tournant des films avec David Lean, Terence Fisher et Carol Reed.
L'actrice principale du film Naomi Chance a été mariée avec Guy Hamilton, le réalisateur de Goldfinger. Elle a surtout fait de la télévision (Ivanhoé, Chapeau melon et bottes de cuir, Regan ).
Charles Victor essentiellement connu pour L'assassin a de l'humour de Guy Hamilton  remplace Gordon McLeod dans le rôle de l'inspecteur Teal.
Le film a été tourné aux studios Belgravia de Londres. Le metteur en scène américain Seymour Friedman (1917-2003) s'est surtout consacré à la télévision. Au cinéma, il a tourné des séries B comme J'accuse cet homme (en) (Criminal Lawyer) en 1951. Dans les années 1950, il a tenté une carrière anglaise, avec en dehors du Saint un film avec en vedette George Raft : Escape Route puis retourna aux Etats-Unis.Plus que réalisateur, il a surtout fait carrière comme directeur de production.